# BS 1192
BS 1192 — це британський стандарт, що встановлює методологію з управління виробництвом, поширення та якості будівельної інформації, включаючи ту, яка розроблена за допомогою CAD систем, спираючись на системний процес для спільної роботи та чіткі правила найменування.
Стандарт BS 1192 застосовується до всіх учасників, залучених до процесів проектування, будівництва, управління та демонтажу, тобто всього життєвого циклу проекту. BS 1192 значною мірою спирається на документ «Правила для будівельної індустрії», виконаний Комітетом з управління інформацією про будівельний проект (CPIc).
Принципи з обміну інформацією та спільного моделювання однаково застосовуються як до будівельних, так і інфраструктурних проектів. Також стандарт BS 1192 є своєрідною інструкцією для розробників програмного забезпечення, які можуть пристосовувати свої програми для впровадження стандарту через створення конфігураційних файлів та плагінів.

## Опис стандарту
Порядковий номер: BS 1192:2007
Назва стандарту: Спільне виробництво архітектурної, інженерної та конструкторської інформації. Норми та правила
Дата публікації: 31 січня 2008
Споріднені стандарти: BS ISO 12006-2:2001, BS EN ISO 4157-1, BS EN ISO 4157-2, BS 7000-4, BS EN 82045-1, BS EN 82045-2, BS EN ISO 13567-1, BS EN ISO 13567-2, BS EN ISO 9001, BS ISO 12006-2, BS ISO 31, ISO 82045-5 Replaces: BS 1192-5:1998